# Eudaminae
Eudaminae là một phân họ bướm nhảy (Hesperiidae). Chi loại gốc của chúng Eudamus ngày nay là một danh pháp đồng nghĩa cơ bản của Urbanus. Chúng phần lớn được tìm thấy ở Trung và Nam Mỹ, với một số kéo dài đến vùng ôn đới Bắc Mỹ và Lobocla khó hiểu (có vẻ gần nhất với Zestusa) phân bố ở Đông Á.

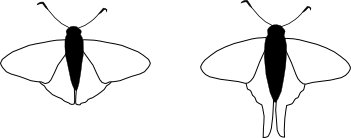
Các tư thế nghỉ điển hình

Trước đây, chúng được bao gồm trong phân họ Pyrginae (bướm nhảy cánh xòe) như một tông Eudamini. Điều này chủ yếu là do sự tương đồng được nhận thức với các tông pyrgine Celaenorrhini và Pyrgini, nơi một số chi eudamine nhất định đôi khi được đặt. Nhưng trên thực tế, những chi này dường như có quan hệ họ hàng khá chặt chẽ với Dyscophellus, và hai dòng dõi của những bướm nhảy tiên tiến vừa phải khá khác biệt.

## Các chi
55 chi sau đây được xếp vào Eudaminae trong sự phân định của chúng như một phân họ riêng biệt. Trong trình tự phát sinh loài, chúng là:
| - Chioides - Proteides - Spathilepia - Thorybes - Achalarus - Autochton - Urbanus (cận ngành?) - Astraptes - Narcosius - Cabares - Aguna - Codatractus - Typhedanus - Lobocla (trước đây trong Celaenorrhini) - Zestusa - Calliades - Drephalys - Udranomia - Hyalothyrus - Augiades - Cabirus - Entheus - Phanus - Phareas | - Tarsoctenus - Bungalotis - Nicephellus - Salatis - Porphyrogenes - Oileides - Aurina - Sarmientola Berg, 1897 - Polygonus - Telemiades (trước đây trong Pyrgini) - Phocides - Hypocryptothrix - Nascus - Pseudonascus - Dyscophellus - Euriphellus - Cogia (trước đây trong Pyrgini) - Paracogia (trước đây trong Pyrgini) - Marela (trước đây trong Pyrgini) - Oechydrus (trước đây trong Pyrgini) - Nerula (trước đây trong Pyrgini) - Venada |

Một số chi có mối quan hệ chưa được giải quyết. Có lẽ, ít nhất đa số trong số họ thực sự là Eudamini, nhưng không thể loại trừ rằng một số thuộc về tông khác trong họ Bướm nhảy:
- Cephise
- Chrysoplectrum
- Ectomis (trước đây trong Pyrgini)
- Epargyreus
- Heronia
- Polythrix
- Ridens
- Thessia

## Hình ảnh

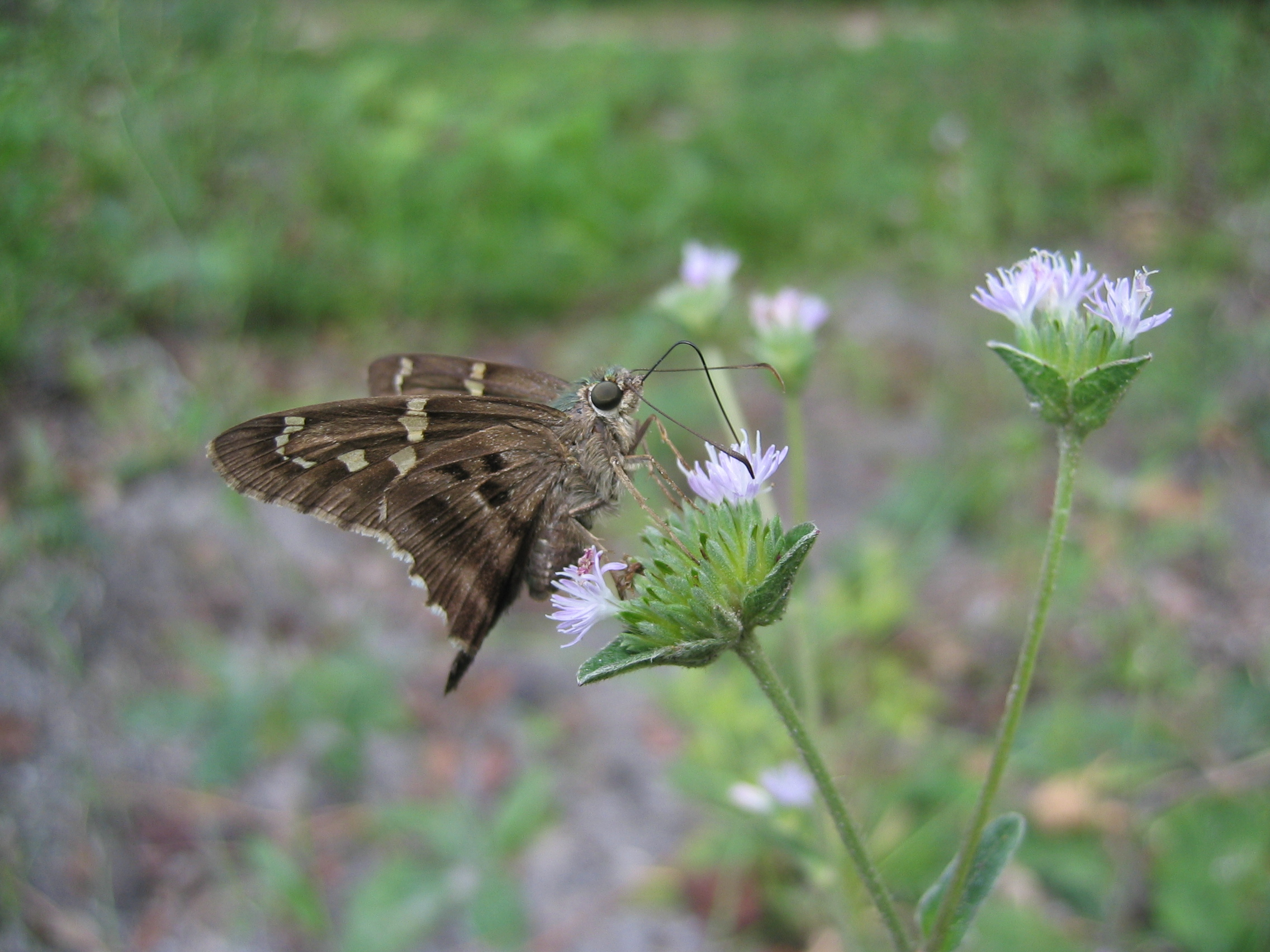
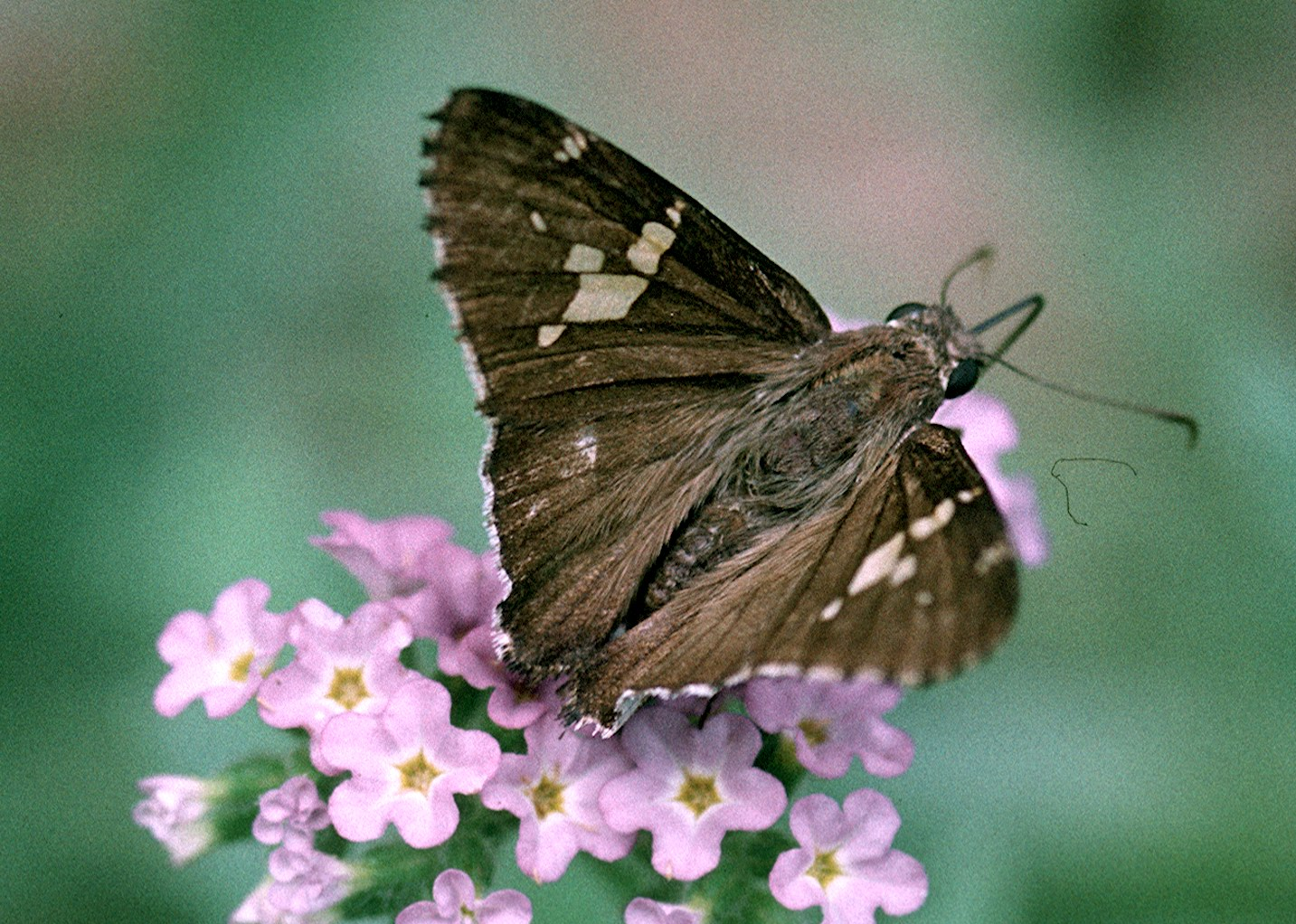